# Omizodes complanata
Omizodes complanata là một loài bướm đêm trong họ Geometridae.